# Encyclia selligera
Encyclia selligera är en orkidéart som först beskrevs av James Bateman och John Lindley, och fick sitt nu gällande namn av Rudolf Schlechter. Encyclia selligera ingår i släktet Encyclia och familjen orkidéer. Inga underarter finns listade i Catalogue of Life.

## Bildgalleri

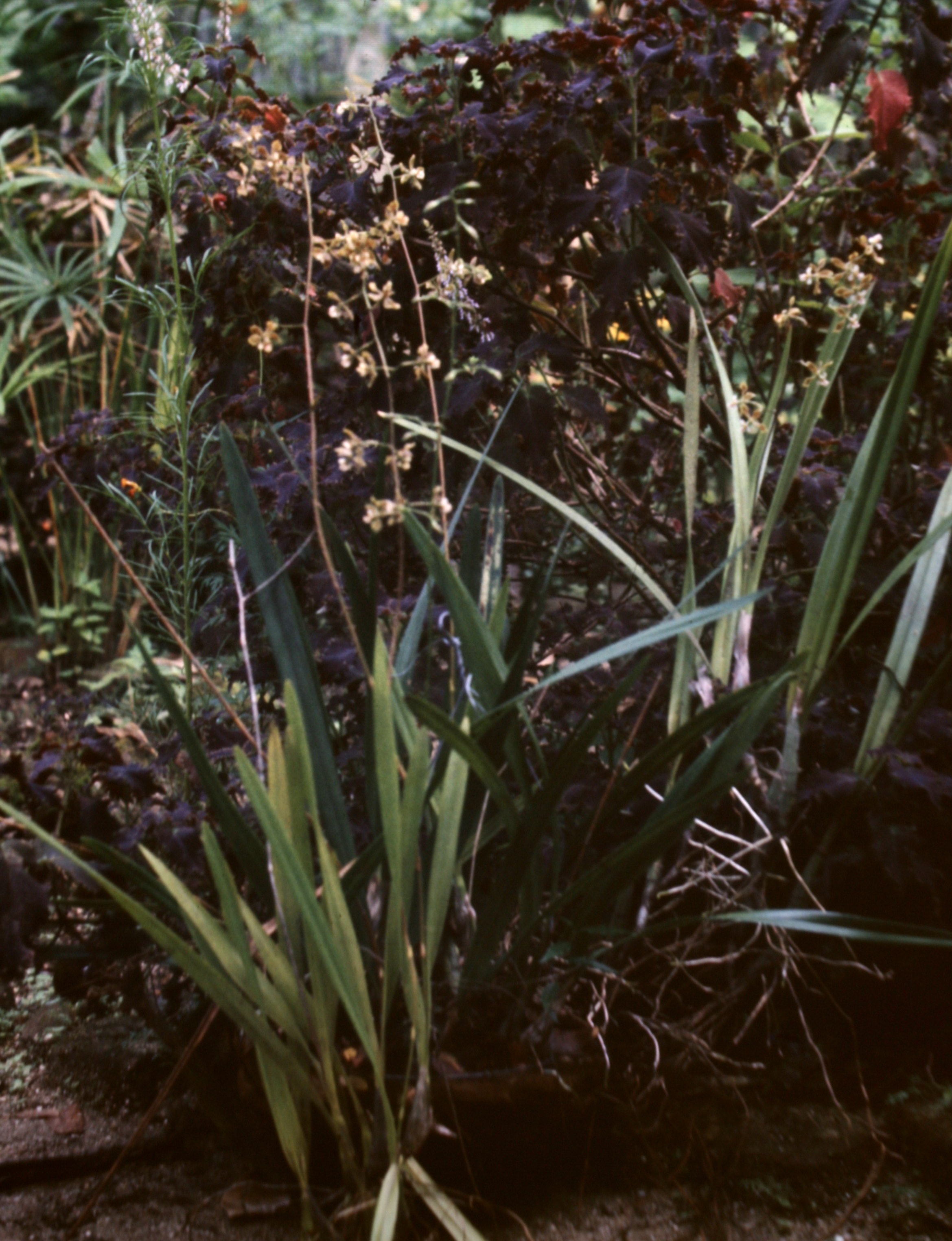
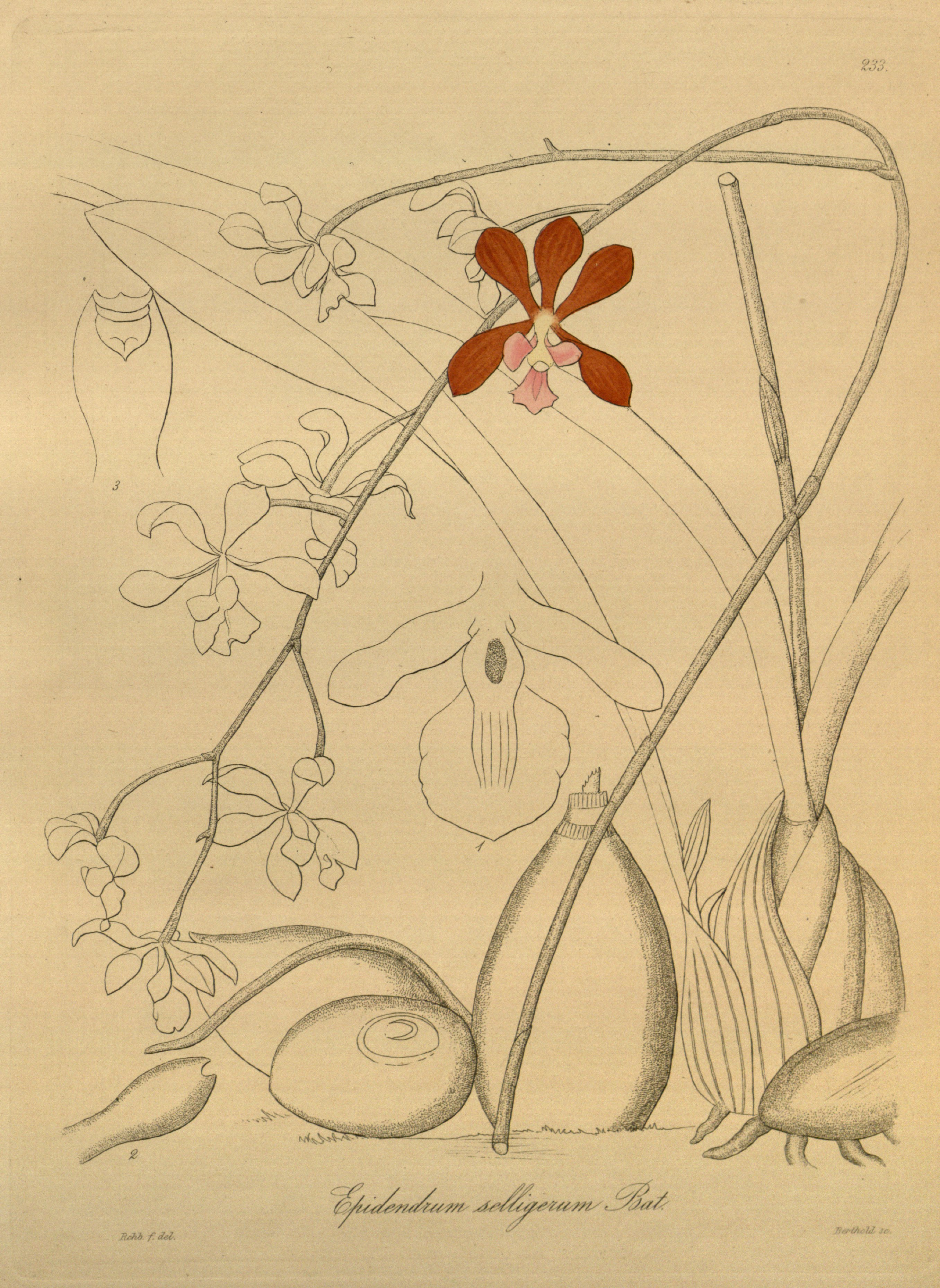